# Greg Drudy
Greg Drudy – amerykański perkusista. Ukończył New York University. Jest żonaty.
Zaczynał swoją karierę perkusisty z zespołem Quid Pro Quo. Był także perkusistą zespołów Southpaw, Saetia (1997–1999). Był pierwszym perkusistą zespołu  Interpol (1998−2000). Na początku 2000 r. opuścił  Interpol i został zastąpiony przez Sama Fogarino. W latach 2000–2007 grał na perkusji w zespole Hot Cross.
Obecnie pracuje w wytwórni Level Plane Records.